# Kaltenberg (Mömbris)
Kaltenberg ist ein Gemeindeteil des Marktes Mömbris im unterfränkischen Landkreis Aschaffenburg in Bayern.

## Geographie
Das Dorf Kaltenberg befindet sich im mittleren Kahlgrund zwischen Schimborn und Erlenbach, direkt an der Staatsstraße 2305. Kaltenberg ist zwar ein amtlich benannter Gemeindeteil von Mömbris, liegt aber in der Gemarkung von Schimborn. Die Kahl trennt Kaltenberg von Königshofen.

## Name
Der ursprüngliche Name „Kaldeberg“ besteht aus zwei Teilen, die im Zusammenhang mit der geografischen Lage stehen. Kaltenberg liegt oberhalb der Kahl (mhd. kalde) am Berghang (mhd. bërc). Zum Ursprung des Namens Kahl siehe Name der Kahl. Im Kahlgründer Dialekt wird der Ort „Kaldeberch“ genannt.

## Geschichte
Das Dorf gehörte bis zum 30. April 1978 zur Gemeinde Schimborn. Die ehemalige Kaltenberger Mühle, auch Heege-Mertes-Mühle genannt, befindet sich auf der anderen Seite der Kahl. 
Bis 1772 war Kaltenberg der Verwaltungsmittelpunkt des Mainzer Kurstaates. Dort amtierte über 80 Jahre ein Oberschultheiß. Im Jahre 1783 wurde das Amt Kaltenberg zum Vogteiamt ohne Kämmerer zurückgestuft. Als das Gebiet 1814 zu Bayern kam, entstand im Amtsgebäude das Königlich Bayerische Landgericht mit einem Landrichter.
Am 1. Juli 1862 wurde das Bezirksamt Alzenau gebildet, auf dessen Verwaltungsgebiet Kaltenberg lag. 1939 wurde wie überall im Deutschen Reich die Bezeichnung Landkreis eingeführt. Kaltenberg gehörte nun zum Landkreis Alzenau in Unterfranken. Mit der Auflösung des Landkreises Alzenau im Jahre 1972 kam Kaltenberg in den neu gebildeten Landkreis Aschaffenburg.

## Wissenswertes
In Kaltenberg befanden sich über 55 Jahre lang Außenstellen des Landratsamtes, des Finanzamtes, des Amtsgerichtes und der Polizei. Die Elektroeinspeisung der Wohnhäuser von Kaltenberg erfolgt noch über Dachständer.